# Kanton Saint-Étienne-Nord-Ouest-1
Der Kanton Saint-Étienne-Nord-Ouest-1 war bis 2015 ein französischer Wahlkreis im Arrondissement Saint-Étienne, im Département Loire und in der ehemaligen Region Rhône-Alpes. 
Vertreter im conseil général des Départements war von 1991 bis 2007 Hubert Pouquet (DVD). Ihm folgte Paul Celle (ebenfalls DVD) nach.

## Gemeinden
Der Kanton umfasste einen Teil der Stadt Saint-Étienne und die Gemeinde Villars.